# Tre Søstre
Tre Søstre er de tre hovedafgrøder for flere grupper af Amerikas oprindelige folkeslag: majs, squash og klatrende bønner, dyrket sammen i symbiose med hinanden.
Når disse tre afgrøder plantes tæt på hinanden, opstår der symbiose, hvor de tre planter opnår gensidige fordele gennem hinanden. Bønnerne klatrer op ad majsstænglerne for at fange mere lys, fikserer nitrogen fra luften og binder det i jorden, så de to andre planter kan bruge det. Squash-bladene dækker jorden til omkring de to andre planter, så ukrudtsplanter ikke kan overtage. Samtidig skaber squashbladene et mikroklima, så fugten i jorden bevares med fordel for alle tre planter, og de stive små plantehår på squashstænglerne holder også insekter væk.
 Den heldige plantekombination betegnes ud fra antropocentrisk synspunkt som "tre søstre", altså bevidste væsner, der i kraft af slægtskab ikke ødelægger hinanden som fjender, men samarbejder, som man gør i en familie.
Dyrkningsmetoden blev udviklet af de oprindelige amerikanske folkeslag i løbet af 5.000-6.000 år. Squash var den første plante til at blive domesticeret i stenalderen af de amerikanske folkeslag, for cirka 8.000-10.000 år siden. Derefter blev majs, og til sidst bønneslægterne domesticeret, og derefter opdagede man den heldige symbiose.
De Tre Søstre indeholder sammensatte kulhydrater, sunde umættede fedtsyrer, mineraler, vitaminer og alle 8 essentielle aminosyrer, hvilket gjorde, at de var det vigtigste, næringsfulde kost for Amerikas oprindelige folkeslag. Derved var planterne så værdifulde, at Irokeserne og andre stammer brugte de Tre Søstre som betalingsmiddel ved byttehandel. Dette blev afspejlet i prægningen af den særlige Sacagawea dollar-mønt i 2009 i USA, hvorpå dyrkning af de Tre Søstre blev afbildet.

## Tre Søstre Afgrøderne
- Majs
- Bønner
- Butternut squash